# Paraliochthonius puertoricensis
Paraliochthonius puertoricensis är en spindeldjursart som beskrevs av William B. Muchmore 1967. Paraliochthonius puertoricensis ingår i släktet Paraliochthonius och familjen käkklokrypare. Inga underarter finns listade i Catalogue of Life.